# Poligné
Poligné (bret. Polinieg) – miejscowość i gmina we Francji, w regionie Bretania, w departamencie Ille-et-Vilaine.
Według danych na rok 1990 gminę zamieszkiwało 618 osób, a gęstość zaludnienia wynosiła 67 osób/km² (wśród 1269 gmin Bretanii Poligné plasuje się na 768. miejscu pod względem liczby ludności, natomiast pod względem powierzchni na miejscu 868.).